# Noèlia Puertes Espadas
Noèlia Puertes Espadas (Beniparell, 31 de març de 1995) és una pilotaire valenciana, jugant en la modalitat de raspall.
Son tio era pilotari, i junt a la seua germana menuda Anna Puertes, comença a agafar afició pel joc. En la modalitat de raspall, fou campiona en 2015 del Campionat per equips de raspall femení en trios i parelles, i també de la Supercopa, fent equip en totes tres ocasions amb la seua germana Anna. A l'Individual, va ser finalista, perdent la final contra Mar de Bicorb.